# Collogenes percnophylla
Collogenes percnophylla är en fjärilsart som beskrevs av Edward Meyrick 1931. Collogenes percnophylla ingår i släktet Collogenes och familjen vecklare. Inga underarter finns listade i Catalogue of Life.